# Port lotniczy Kutaisi
Port lotniczy Kutaisi (także Port lotniczy Kopitnari lub David the Builder Kutaisi International Airport) – międzynarodowy port lotniczy położony 14 km na zachód od Kutaisi w Gruzji. Jest trzecim co do wielkości portem lotniczym w Gruzji.
Od listopada 2011 roku, stare lotnisko było gruntownie przebudowywane, a ceremonia jego powtórnego otwarcia odbyła się 27 września 2012. Wzięli w niej udział prezydent Gruzji Micheil Saakaszwili, premier Węgier Viktor Orbán oraz prezes linii lotniczej WizzAir József Váradi. Pierwsze połączenia zaplanowano z Kijowem (WizzAir), kolejne z Mińskiem (Belavia) i Moskwą (S7 Airlines).
Lotnisko w strefie odlotów oferuje jeden sklep wolnocłowy i dwie kawiarnie.

## Linie lotnicze i połączenia
| Linia lotnicza       | Kierunek |
| -------------------- | --- |
| Azimuth              | 1. Moskwa-Wnukowo |
| Belavia              | 1. Mińsk |
| FlyArystan           | 1. Aktau 2. Ałmaty 3. Atyrau 4. Astana 5. Szymkent |
| Pegasus Airlines     | 1. Stambuł-Sabiha Gökçen |
| Smartwings           | Sezonowe czartery: 1. Warszawa-Okęcie (od 27 kwietnia 2025) |
| Vanilla Sky Airlines | 1. Mestia |
| Wizz Air             | 1. Abu Zabi 2. Ateny 3. Barcelona 4. Paryż-Beauvais 5. Berlin 6. Budapeszt 7. Bruksela-Charleroi 8. Dortmund 9. Frankfurt-Hahn 10. Hamburg (od 15 kwietnia 2025) 11. Katowice 12. Kraków 13. Larnaka 14. Lyon (od 3 czerwca 2025) 15. Madryt (od 28 kwietnia 2025) 16. Memmingen 17. Mediolan-Malpensa 18. Poznań 19. Praga 20. Ryga (do 31 maja 2025) 21. Rzym-Ciampino 22. Saloniki 23. Wiedeń 24. Wilno 25. Warszawa-Okęcie 26. Wrocław Sezonowo: 1. Tallinn |